# Gehyra micra
Gehyra micra (мала пілбарська скельна дтелла) — вид геконоподібних ящірок родини геконових (Gekkonidae). Ендемік Австралії. Описаний у 2018 році.

## Поширення і екологія
Малі пілбарські скельні дтелли мешкають в регіоні Пілбара у Західній Австралії, за винятком гір Хамерслі. Вони живуть в кам'янистих місцевостях.